# Штандинська сільська рада
Штанди́нська сільська рада (рос. Штандинский сельский совет) — муніципальне утворення у складі Балтачевського району Башкортостану, Росія. Адміністративний центр — присілок Штанди.

## Населення
Населення — 846 осіб (2019, 1015 в 2010, 1216 в 2002).

## Склад
До складу поселення входять такі населені пункти:
| Населений пункт         | Населення, осіб (2002) | Населення, осіб (2010) |
| ----------------------- | ---------------------- | ---------------------- |
| Ардагиш, присілок       | 53                     | 37                     |
| Мата, присілок          | 475                    | 407                    |
| Новотошкурово, присілок | 22                     | 2                      |
| Сандугач, присілок      | 6                      | 1                      |
| Штанди, присілок        | 657                    | 568                    |
| Яв'язи, присілок        | 3                      | -                      |